# Université du centre de la Caroline du Nord
Pour les articles homonymes, voir Université centrale.
L’université du centre de la Caroline du Nord (en anglais : North Carolina Central University ou NCCU) est une université publique américaine, fondée en 1910, à Durham. Elle a d'abord été une institution réservée aux Noirs. Elle enseigne à environ 8 500 étudiants.
Elle a eu plusieurs noms successifs : National Religious Training School and Chautauqua ; National Training School ; Durham State Normal School ; North Carolina College for Negroes ; North Carolina College at Durham.

## Personnalités liées à l'université

### Professeurs
- Zora Neale Hurston, enseignante d'art dramatique
- Marjorie Lee Browne y enseigne durant 30 ans.
- Clarence Lightner

### Étudiants
- Sam Jones basketteur ayant joué en NBA